# Initiative Yaakaar

L'Initiative Yaakaar encore appélée Fonds Yaakaar est un programme d'aide financière lancé en 2021 à l'endroit de la jeunesse sénégalaise. Elle permet de soutenir financièrement les projets associatifs et entrepreneuriaux des jeunes sénégalais afin de renforcer leur participation au développement économique, social et local du Sénégal.

## Historique
« Yaakaar » signifie en français « espoir ». Cette initiative qui voit le jour en 2021 veut redonner de l'espoir et de la force aux jeunes sénégalais des banlieues en les mobilisant, les informant, les accompagnant et les préparant à l'emploi et l'entrepreneuriat . Mis en place par le Consortium Jeunesse Sénégal (CJS) dans un cadre marqué par un taux élevé de chômage et de sous-emploi chez les jeunes sénégalais, l'initiative Yaakaar s'inscrit dans une stratégie de renforcement de l'autonomisation des jeunes, de promotion de l'entrepreneuriat et d'inclusion socio-économique dans toutes les régions du pays.

## Objectifs
Le fonds Yaakaar a pour objectif majeur de financer et accompagner les projets des jeunes sénégalais à fort impact, (qu'ils soient à caractère économique, social, culturel, communautaire, sportif, artistique etc...) afin d'améliorer les conditions de vie dans les quartiers, communes et localités, sur toute l'étendue du territoire sénégalais. Il vise aussi à influencer les politiques et réformes en faveur de l'éducation, de l'inclusion et de l'autonomisation des jeunes (des filles et jeunes femmes particulièrement).

## Mode de fonctionnement
L'initiative Yaakaar est doté d'un fonds visant à lever les obstacles financiers empêchant la revelation et l'épanouissement de jeunes talents prometteurs en termes d'innovation et d'entrepreneuriat. Ces fonds sont mis à la disposition de la jeunesse via l'ouverture d'un appel à projets à la suite duquel les candidatures retenues bénéficient d'un financement compris entre 100 000 et 5 000 000 de Francs CFA ,,.
Le fonds Yaakaar est subdivisé en trois catégories de financement en fonction des stades de développement des projets :   
- La catégorie «Tambali » afférente aux initiatives naissantes et qui offre un financement compris entre 100 000 et 500 000 Francs CFA[3] ;
- La catégorie « Doolel » offrant un financement compris entre 500 000 et 2 000 000 de Francs CFA aux structures en phase de consolidation[3] ;
- La catégorie « Yaatal » offrant un financement allant de 2 000 000 à 5 000 000 de Francs CFA aux projets en pleine expansion[3].

## Gestion des fonds
La gestion des fonds Yaakaar se fait de façon participative sous la coordination du Consortium Jeunesse Sénégal. Ainsi, les jeunes bénéficiaires sont impliqués activement, autant dans la gestion que dans le suivi financier afin d'assurer une transparence et un impact conséquent dans l'utilisation des ressources.

## Voir également